# Ибрагимов, Камиль Анварович
Камиль Анварович Ибрагимов (род. 13 августа 1993, Москва, Россия) — российский фехтовальщик-саблист, двукратный чемпион мира, двукратный чемпион Европы, многократный призёр мировых и европейских чемпионатов. Заслуженный мастер спорта России (2015).

## Биография
К. А. Ибрагимов родился в спортивной семье. Его родители — Анвар Ибрагимов и Ольга Величко — известные в прошлом фехтовальщики.
Неоднократный победитель и призёр кадетских и юниорских всероссийских и международных турниров; чемпион мира и Европы среди кадетов, чемпион мира среди юниоров 2013 года.
Разряд мастера спорта получил в апреле 2010 года.
После победы на Универсиаде в Казани был награждён Почётной грамотой Президента Российской Федерации.
Стал чемпионом мира 2013 года в Будапеште в командном зачёте.
Выпускник СГАФКСТ, а затем магистратуры Московского городского педагогического университета.
В 2016 году стал двукратным чемпионом мира в командном зачёте.
Является спортсменом ЦСКА. Имеет воинское звание «старший лейтенант».
В 2019 году на чемпионате Европы в Дюссельдорфе уступил в финале российскому спортсмену Вениамину Решетникову и завоевал серебряную медаль чемпионата Европы.